# Natrialba
A Natrialba a Halobacteriaceae családba tartozó Archaea nem. Az archeák – ősbaktériumok – egysejtű, sejtmag nélküli prokarióta szervezetek.

### Tudományos folyóiratok
- (2011. szeptember 1.) „Secondary structure determination by FTIR of an archaeal ubiquitin-like polypeptide from Natrialba magadii”. European Biophysics Journal 40 (9), 1101–1107. o. (Hozzáférés: 2014. november 5.)
- Oren A (2000). „International Committee on Systematic Bacteriology Subcommittee on the taxonomy of Halobacteriaceae. Minutes of the meetings, 16 August 1999, Sydney, Australia”. Int. J. Syst. Evol. Microbiol. 50, 1405–1407. o. PMID 10843089.
- Kamekura M (1995). „Taxonomy of the family Halobacteriaceae and the description of two new genera Halorubrobacterium and Natrialba”. J. Gen. Appl. Microbiol. 41 (4), 333–350. o. DOI:10.2323/jgam.41.333.
- (2013. szeptember 24.) „Production of biosurfactant on crude date syrup under saline conditions by entrapped cells of Natrialba sp strain E21, an extremely halophilic bacterium isolated from a solar saltern (Ain Salah, Algeria)”. Extremophiles 17 (6), 981–993. o. DOI:10.1007/s00792-013-0580-2.
- (1997. július 1.) „Diversity of alkaliphilic halobacteria: Proposals for transfer of Natronobacterium vacuolatum, Natronobacterium magadii, and Natronobacterium pharaonis to Halorubrum, Natrialba, and Natronomonas gen. nov., Respectively, as Halorubrum vacuolatum comb. nov., Natrialba magadii comb. nov., and Natronomonas pharaonis comb. nov., respectively”. International Journal of Systematic Bacteriology 47 (3), 853–857. o. DOI:10.1099/00207713-47-3-853. PMID 9226918.

### Tudományos könyvek
- Gibbons, NE.szerk.: RE Buchanan and NE Gibbons, eds.: Family V. Halobacteriaceae fam. nov., Bergey's Manual of Determinative Bacteriology, 8th, Baltimore: The Williams & Wilkins Co. (1974. március 20.)

### Tudományos adatbázisok
- Natrialba PubMed hivatkozásai
- Natrialba PubMed Central hivatkozásai
- Natrialba Google Scholar hivatkozásai